# Herman Saftleven
Herman Saftleven den yngre, född 1609 i Rotterdam, död 1685 i Utrecht, var en nederländsk konstnär.
Saftleven var elev bland annat till brodern Cornelis Saftleven. Han målade främst landskapsmålningar i Jan van Goyen och Hercules Seghers tradition. Förutom i Utrecht, där han var bosatt, tecknade han under talrika resor längs Mosel och Rhen. I hans teckningar blandas naturstudium med fantasiinslag.